# Червоні штани - Життя каскадера
Червоні штани - Життя каскадера (повна назва Червоні штани - Життя гонконського каскадера) (англ.  Red Trousers – The Life of the Hong Kong Stuntmen) — документальний фільм Робіна Шу.

## Сюжет
Фільм знайомить глядача з професійними каскадерами, показує наскільки цікава і небезпечна їхня робота. Так само заглядає до витоків цього нелегкого ремесла і розповідає про перших каскадерів Гонконгу - акробата з Пекінської оперної школи, яких називали «червоними штанами».

## В ролях
- Робін Шу - Еван/Оповідач
- Беатріс Чіа – Сільвер
- Кейт Кук-Хірабаяші - Кермуран
- Саммо Хунг - в ролі самого себе
- Мінді Дайл - Зу Яо Хен
- Майк Леадр - Містер Гоа

## Нагороди
- Newport Beach Film Festival 2003
  - Outstanding Achievement in Filmmaking Award